# Rémi Gagné
Rémi Gagné (né le 24 janvier 1962 à Gagnon, dans la province de Québec au Canada) est un joueur professionnel canadien de hockey sur glace.

## Carrière en club
En 1978, il commence sa carrière avec les Saguenéens de Chicoutimi dans la LHJMQ. Il est choisi au cours du repêchage d'entrée 1980 dans la Ligue nationale de hockey par les Canadiens de Montréal en 5e ronde, en 103e position. Il passe professionnel avec les Voyageurs de la Nouvelle-Écosse dans la Ligue américaine de hockey en 1982.

## Statistiques
| Saison    | Équipe                          | Ligue |    | Saison régulière | Saison régulière | Saison régulière | Saison régulière | Saison régulière |   | Séries éliminatoires | Séries éliminatoires | Séries éliminatoires | Séries éliminatoires | Séries éliminatoires |
| Saison    | Équipe                          | Ligue | PJ | B                | A                | Pts              | Pun              | PJ               | B | A                    | Pts                  | Pun                  |                      |                      |
| 1978-1979 | Saguenéens de Chicoutimi        | LHJMQ | 72 | 15               | 15               | 30               | 120              | 4                | 3 | 2                    | 5                    | 15                   |                      |                      |
| 1979-1980 | Saguenéens de Chicoutimi        | LHJMQ | 70 | 24               | 40               | 64               | 191              | 12               | 4 | 1                    | 5                    | 29                   |                      |                      |
| 1980-1981 | Saguenéens de Chicoutimi        | LHJMQ | 2  | 1                | 0                | 1                | 6                | -                | - | -                    | -                    | -                    |                      |                      |
| 1980-1981 | Éperviers de Sorel              | LHJMQ | 63 | 15               | 24               | 39               | 189              | 7                | 2 | 1                    | 3                    | 29                   |                      |                      |
| 1981-1982 | Draveurs de Trois-Rivières      | LHJMQ | 50 | 22               | 33               | 55               | 159              | 24               | 9 | 13                   | 22                   | 68                   |                      |                      |
| 1982-1983 | Voyageurs de la Nouvelle-Écosse | LAH   | 7  | 1                | 1                | 2                | 9                | -                | - | -                    | -                    | -                    |                      |                      |
| 1982-1983 | Generals de Flint               | LIH   | 66 | 30               | 36               | 66               | 159              | 5                | 1 | 3                    | 4                    | 36                   |                      |                      |
| 1983-1984 | Voyageurs de la Nouvelle-Écosse | LAH   | 74 | 7                | 18               | 25               | 178              | 7                | 2 | 3                    | 5                    | 10                   |                      |                      |
| 1984-1985 | Canadiens de Sherbrooke         | LAH   | 56 | 8                | 15               | 23               | 115              | 17               | 3 | 6                    | 9                    | 45                   |                      |                      |
| 1985-1986 | Canadiens de Sherbrooke         | LAH   | 16 | 2                | 2                | 4                | 4                | -                | - | -                    | -                    | -                    |                      |                      |

## Trophées et distinctions

### Ligue américaine de hockey
- Il remporte la Coupe Calder avec les Canadiens de Sherbrooke en 1984-1985.